# Abraham Ben Farissol
Abraham Ben Farissol ou Abraão Ben Perizol (Avinhão, França, 1451; — 1525) foi um escritor judeu do século XV. Traduziu diversas obras filosóficas e escreveu comentários sobre aquele que é a Torá do Povo Judeu, o livro do "Pentateuco". Escreveu também sobre o "Eclesiástico" que é um dos vários livros deuterocanônicos da Bíblia Cristã, e cuja composição foi atribuída a Jesus filho de Sirach. Escreveu também sobre o Livro de Job, livro do Antigo Testamento e da Tanakh.